# Рыбаков, Валентин Семёнович
Валентин Семёнович Рыбаков — советский учёный.

## Биография
Родился в 1913 году в Санкт-Петербурге. Член КПСС с 1941 года.
Окончил Ленинградский институт связи.
В 1939—1941 — инженер-конструктор ГосНИИ.
Участник Великой Отечественной войны: командир радиороты 950-го отдельного батальона связи 43-го стрелкового корпуса.
В 1946—1950 гг. — начальник лаборатории, в 1950—1975 гг. — начальник ОКБ и главный конструктор Государственного научно-исследовательского электротехнического института.
За создание и внедрение в промышленность элементов и систем дискретного привода с шаговыми двигателями был в составе коллектива удостоен Государственной премии СССР в области науки и техники 1967 года.
Умер до 1985 года в Ленинграде.

## Награды
- Орден Ленина (21.06.1957)
- Орден Отечественной войны II степени (02.02.1945)
- Орден Красной Звезды (24.09.1944)